# Dyka Enerhija

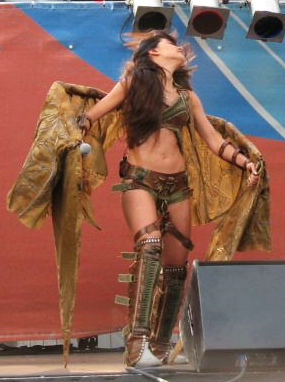
Ruslana na koncertě Wild Energy

Dyka Enerhija (ukrajinsky Дика енергія), anglicky Wild Energy) je singl zpěvačky Ruslany na motivy knihy „Wild Energy. Lana“ (ukrajinsky Дика енергія. Лана). Píseň vyšla 18. července 2006.

## Projekt Wild Energy
Kniha „Wild Energy. Lana“ vyšla na Ukrajině v březnu 2006. Je to fantasy novela napsaná autory Marynou a Serhijem Ďačenkovými, kteří byli jmenováni nejlepšími evropskými spisovateli fantasy pro rok 2005. Hlavní hrdinka novely Lana se stala vzorem hudebního projektu Ruslany nazvaného „Wild Energy.“ První videoklip tohoto projektu byl odvysílán na ukrajinských televizních stanicích 25. června 2006. 15. června 2006 Ruslana představila ukrajinskou verzi singlu novinářům a 18. července se singl začal prodávat.
Příběh, na kterém je projekt postaven, se odehrává ve městě budoucnosti, které zažívá globální energetickou krizi, mnohem hrozivější než nedostatek ropy či zemního plynu. Obyvatelé syntetického města postrádají vůli k životu – energii svého srdce.
Prvním krokem k projektu Wild Energy byla prezentace fantasy novely „Wild Energy. Lana“ od autorů Maryny a Serhije Ďačenkových v dubnu 2006. Kniha posloužila jako základ nového projektu. Život hlavní hrdinky novely, blonďaté modrooké Lany ze syntetického města, závisí na pravidelném dobíjení energie. Jednoho dne se ale rozhodne skončit s touto rutinou a začít skutečný život.
Nehledě na fiktivní postavy příběh obsahuje alegorii – týká se dnešní doby. Podle Ruslany je velmi pravděpodobné, že pokud nebudeme rozvíjet a podporovat tvůrčí iniciativu, krize energie srdce zasáhne i naši společnost.
Singl a videoklip Wild Energy je zaměřen na hlavní hrdinku Lanu, která se zoufale snaží dostat pryč ze syntetického města. Objevuje se v řadě scén s trikovými záběry, létáním a kaskadérskými kousky.
Projekt Wild Energy kombinuje hudbu, filmovou produkci, literaturu a společenské vztahy a práce na něm zabraly Ruslaně celý rok.

## Druhá verze skladby
Studio Ego Works Music později vydalo novou verzi skladby, která vyšla na albech Amazonka a Wild Energy.

## Seznam skladeb
Ukrajinská verze
1. Dyka Enerhija
2. Dyka Enerhija (instrumental)
3. Dyka Enerhija (java remix)
4. Dyka Enerhija (synthetic mix)
5. Dyka Enerhija (wild mix)

Bonusy na DVD singlu
1. Dyka Enerhija (televizní reklama)
2. Dyka Enerhija (upoutávka)
3. Dyka Enerhija (videoklip)
4. Dyka Enerhija (o natáčení videoklipu)
5. Dyka Enerhija (o tvorbě projektu)
6. The Box (sociální spot)
7. The Girls (sociální spot)

## Hitparády
| Země     | Hitparáda                | Umístění |
| -------- | ------------------------ | -------- |
| Ukrajina | Ukraine Top 20           | 1        |
| Ukrajina | Ukrainian Airplay        | 1        |
| Ukrajina | UMKA Best sellers Top 12 | 1        |
| Ukrajina | UMKA Best of 2006        | 22       |